# Креукс, Яан

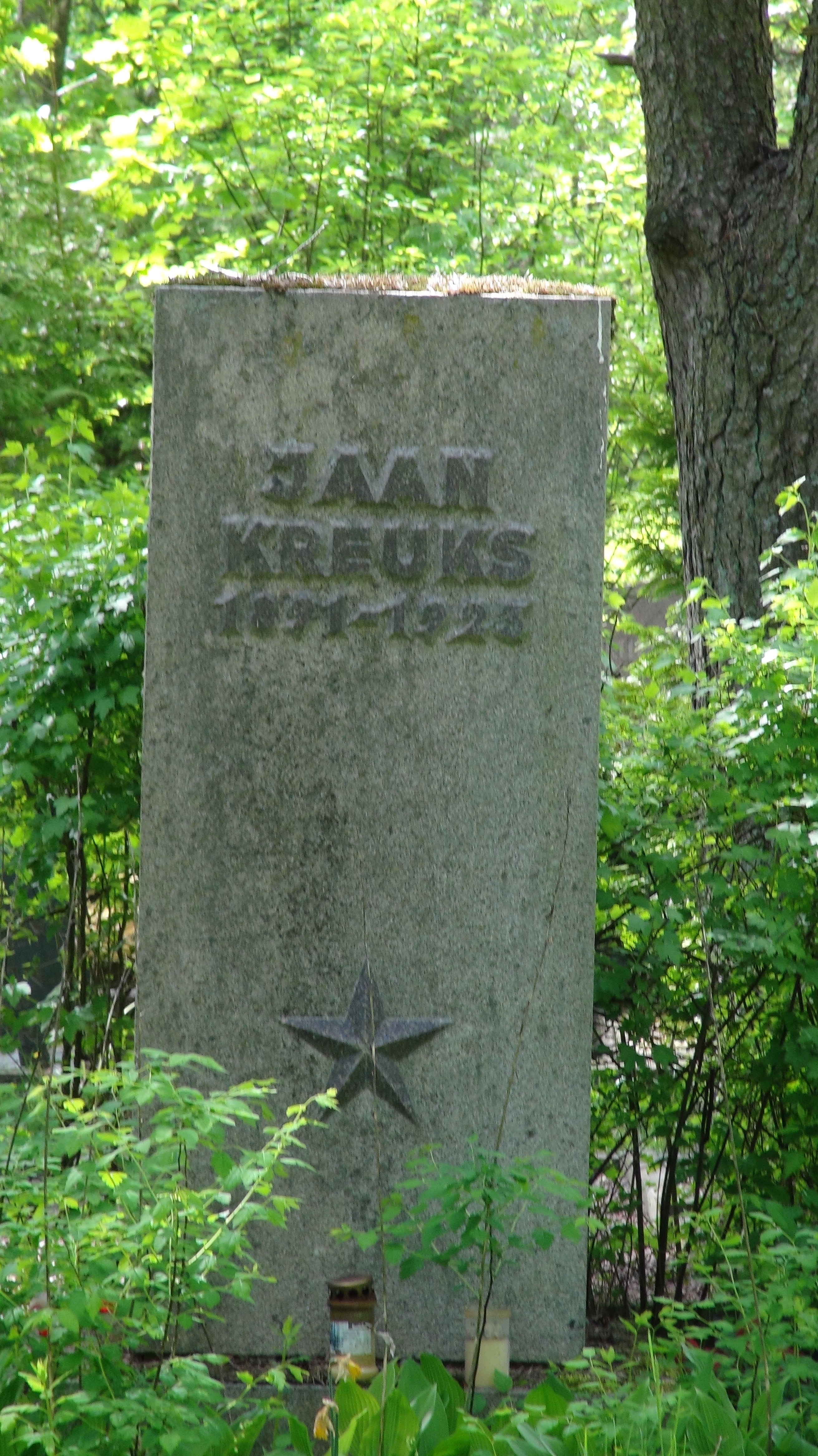
Фото надгробия

Яан Креукс (1891—1923) — один из основателей и руководителей комсомола Эстонии, член коммунистической партии Эстонии.

## Биография
Родился в семье батрака.
В РСДРП(б) вступил в 1917 году. В начале 1918 года демобилизовался и вернулся в Таллин.
Работал в военном отделе Таллинского Совета рабочих и воинских депутатов.
В феврале 1918 года эвакуировался в Советскую Россию, откуда вернулся в Эстонию только в начале 1919 года.
В ноябре 1919 года участвовал в подготовке и проведении забастовки рабочих железнодорожных мастерских, был уволен с работы. С 1919 по 1923 год работал в подполье.
С 1920 года ответственный организатор таллинской партийной организации.
Участвовал в подготовке Первого съезда КПЭ, который состоялся в Таллине в ноябре 1920 года. Был делегатом съезда и заместителем председателя, избран в члены ЦК КПЭ.
В октябре 1922 года на Втором съезде КПЭ выступил с отчётом об организационной работе партии, был избран в состав ЦК.
В ноябре 1922 года послан КПЭ в Москву делегатом на Четвёртый конгресс Коминтерна, одновременно был представителем КСМЭ на Третьем конгрессе Коммунистического Интернационала Молодёжи.
Весной 1923 года выдвинут по списку Единого фронта трудящихся на выборах в Государственное собрание.
28 марта 1923 года офицеры полиции обороны Генрих Сийрма и Пол Мальсвелл в Таллине выследили Яана Кроукса и застрелили его «при попытке вооруженного сопротивления».
Похоронен на кладбище Рахумяэ в Таллине